# بیستون (هرسین)
بیستون یکی از شهرهای استان کرمانشاه است که در پای کوهی معروف به همین نام و در ۳۰ کیلومتری شهر کرمانشاه و در مسیر شهر صحنه به کرمانشاه مشرف به جاده‌ی ابریشم واقع شده‌است.

## وجه تسمیه
واسیلی بارتولد معتقد بود که نام بیستون از واژه بغستان به معنی جایگاه خدایان می‌آید و احتمالاً نام باستانی آن باگاستانا (بغستان) بوده‌است که در اثر گویش مستمر و مرور ایام این لفظ به «بیستون» تغییر پیدا کرده‌است.
ژان باتیست تاورنیه در سفرنامه خود، بیستون را «پل شاه» نامیده و ویژگی آن را «پل سنگی بزرگی» بر روی یک رودخانه در دامنه یک کوه دانسته‌است که «مثل دیوار راست» است و «در بالای آن صورت‌های متعدد و بزرگ از اشخاصی که به لباس کشیش ملبوس و مجمره‌های بخوردان در دست دارند» حکاکی شده‌است.

## مردم
بیشتر مردم بیستون پیرو دین اسلام و مذهب شیعه هستند. اقلیت یارسانی نیز ساکن این شهر می‌باشند. زبان ساکنان بیستون کوردی جنوبی و گویش چمچمالی است.

### جمعیت
بر پایه سرشماری عمومی نفوس و مسکن در سال ۱۳۹۵ جمعیت آن ۴٬۹۴۲ نفر (۱٬۴۹۵ خانوار) بوده‌است.